# Liste der Kulturdenkmale im Landkreis Anhalt-Bitterfeld

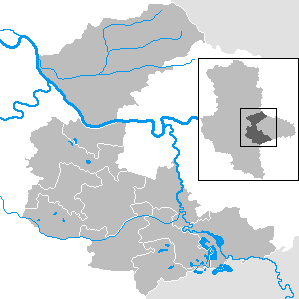
Karte des Landkreises Anhalt-Bitterfeld

In der Liste der Kulturdenkmale im Landkreis Anhalt-Bitterfeld sind die Kulturdenkmale im Landkreis Anhalt-Bitterfeld aufgeführt. Grundlage der Einzellisten sind die in den jeweiligen Listen angegebenen Quellen. Die Angaben in den einzelnen Listen ersetzen nicht die rechtsverbindliche Auskunft der zuständigen Denkmalschutzbehörde.
Diese Liste ist eine Teilliste der Liste der Kulturdenkmale in Sachsen-Anhalt.
Die Bodendenkmale sind in der Liste der Bodendenkmale im Landkreis Anhalt-Bitterfeld erfasst.

## Aufteilung
Wegen der großen Anzahl von Kulturdenkmalen im Landkreis Anhalt-Bitterfeld ist diese Liste in Teillisten nach den Städten und Gemeinden aufgeteilt.
| Karte | Kulturdenkmale in …  | Denkmale              |
| ----- | -------------------- | --------------------- |
|       | Aken (Elbe)          | Rathaus               |
|       | Bitterfeld-Wolfen    | Villa am Bernsteinsee |
|       | Köthen (Anhalt)      | Schloss               |
|       | Muldestausee         | Gedenkstätte          |
|       | Osternienburger Land | Mühle                 |
|       | Raguhn-Jeßnitz       | Pulverhäuschen        |
|       | Sandersdorf-Brehna   | Rathaus               |
|       | Südliches Anhalt     | Dorfkirche            |
|       | Zerbst/Anhalt        | Wachturm              |
|       | Zörbig               | Schloss               |